# Цирил Рибичич
Цирил Рибичич (Љубљана, 30. јун 1947) словеначки правник, професор и политичар.

## Биографија
Цирил Рибичич рођен је 30. јуна 1947. године у Љубљани. Син је Митје Рибичича, једног од најутицајнијих комуниста у бившој Југославији. Завршио је Правни факултет у Љубљани. Крајем 70-их и почетком 80-их написао је неколико брошура везаних уз право у условима југословенског самоуправног система.
Крајем 80-их постао је један од истакнутијих представника реформистичке струје унутар Савеза комуниста Словеније. Од децембра 1989. до маја 1990. године био је председник Председништва Централног комитета СК Словеније. Био је члан словеначке делегације на Четрнаестом конгресу СКЈ.
Када је 1990. године СК Словеније променио име у Савез комуниста Словеније-Странка демократских промена (СКС-СДП), Цирил Рибичич је изабран за њеног првог председника. Члан Владе Словеније постао је 1992. године, када је формирао тзв. велику коалицију, у коју су ступиле Либерална Демократска партија, Демохришћанска странка Словеније, Социјалдемократска партија Словеније и његова Странка демократских промена. Коалиција се поступно распала између 1994. и 1996. године.
Рибичич је 1993. године дао оставку на месту председника Странке демократских промена, а до 1996. повукао се из политичког живота. Од тада ради као предавач на Правном факултету у Љубљани. Године 2000. постао је члан Уставног суда Словеније.